# Rio Jacutinga
Rio Jacutinga är ett vattendrag i Brasilien.   Det ligger i delstaten Santa Catarina, i den södra delen av landet, 1 400 km söder om huvudstaden Brasília.
I omgivningarna runt Rio Jacutinga växer huvudsakligen savannskog. Runt Rio Jacutinga är det glesbefolkat, med 19 invånare per kvadratkilometer.